# City on the Edge of Forever
"City on the Edge of Forever" (também conhecido como: "Flashbacks") é o sétimo episódio da segunda temporada da série de desenho animado estadunidense South Park, e o de número 20 da série em geral. Escrito por Trey Parker, Matt Stone e David R. Goodman, e dirigido por Parker, o episódio foi transmitido originalmente em 17 de junho de 1998 através do canal de televisão Comedy Central. No episódio, os meninos relembram as experiências passadas já que o ônibus escolar é deixado à margem de um penhasco. Crabtree sai para procurar ajuda, mas esquece das crianças quando conhece um motorista de caminhão chamado Marcus. Henry Winkler, Jay Leno e Brent Musburger participaram do episódio como convidados.

## Enredo
As crianças estão no ônibus escolar viajando em um passeio pela montanha. Quando o ônibus quase cai de um penhasco, a Sra. Crabtree sai para procurar ajuda, dizendo às crianças para não saírem do ônibus, porque "um assustador monstro" vai comê-las. As crianças permanecem no ônibus lembrando de experiências passadas. Quando um aluno tenta sair do ônibus, um gigantesco monstro preto o devora.
Enquanto isso, a Sra. Crabtree encontra um caminhoneiro chamado Marcus. Ele a leva para um clube onde o comediante Carrot Top está se apresentando, então, ela o insulta, atraindo a atenção do público. Marcus leva Crabtree para um agente, que a acha engraçada e a contrata como comediante. Nesse momento, ela já se esqueceu de resgatar as crianças. Ela logo sai, mas permanece próxima à Marcus. De volta a South Park, o Sr. Mackey convence os pais de que seus filhos fugiram, então eles escrevem uma música e a canta na televisão.
O ônibus finalmente cai do penhasco, pousando em um enorme pote de sorvete. Cartman de repente percebe a falta de sentido e acorda em sua própria cama. Ele explica seu sonho para a sua mãe e os dois começam a comer insetos, então Stan acorda em sua cama e chama Kyle para contar sobre o sonho. O episódio termina com Crabtree e Marcus sentados em um tronco perto da lagoa Stark.